# Рябенко Данило Романович
Данило Романович Рябенко (нар. 9 жовтня 1998, Макіївка, Донецька область, Україна) — український футболіст, воротар клубу ««Джюгас»».

## Життєпис
Футболом розпочав займатися в академії «Шахтаря» з обласного центру, також займався у системах місцевого «Металурга» та «Сталі» із Кам'янського. Перед початком сезону 2017/18 років переведений до складу першої команди, вперше до заявки потрапив 16 липня 2017 року на виїзний матч першого туру проти луганської «Зорі». За клуб так і не дебютував.
У серпні 2018 року перейшов до вірменського «Лорі». Дебютував 25 листопада у виїзному матчі з капанським «Гандзасаром», пропустив два м'ячі. Усього за клуб зіграв три матчі. У складі клубу став фіналістом Кубку Вірменії. 
Влітку 2019 року приєднався до таджицького ЦСКА із Душанбе, який очолював його співвітчизник Сергій Жицький.
Взимку 2020 року перейшов до угорського «Мезйокйовешда». Дебютував 12 лютого у кубковому матчі проти «Ракоці», пропустив м'яч. У складі клубу став фіналістом вище вказаного розіграшу. У лізі дебютував 9 червня у виїзному поєдинку проти «Кішварди», пропустивши один м'яч. Усього за клуб за три роки зіграв чотири матчі.
Взимку 2024 року приєднався до грузинського «Колхеті-1913». Дебютував 1 березня у виїзному поєдинку першого туру проти батумського «Динамо», пропустив м'яч.

## Статистика виступів

### Клубна
Станом на 10 травня 2021.
| Клуб              | Сезон             | Ліга                | Ліга  | Ліга | Кубок | Кубок | Конт. турніри | Конт. турніри | Інші  | Інші | Загалом | Загалом |
| Клуб              | Сезон             | Дивізіон            | Матчі | Голи | Матчі | Голи  | Матчі         | Голи          | Матчі | Голи | Матчі   | Голи    |
| ----------------- | ----------------- | ------------------- | ----- | ---- | ----- | ----- | ------------- | ------------- | ----- | ---- | ------- | ------- |
| «Мезйокйовешд»    | 2019–20           | Немзеті Байноксаг I | 1     | 0    | 1     | 0     | —             | —             | 0     | 0    | 2       | 0       |
| «Мезйокйовешд»    | 2020–21           | Немзеті Байноксаг I | 2     | 0    | 3     | 0     | —             | —             | 0     | 0    | 5       | 0       |
| «Мезйокйовешд»    | Загалом           | Загалом             | 3     | 0    | 4     | 0     | 0             | 0             | 0     | 0    | 7       | 0       |
| Усього за кар'єру | Усього за кар'єру | Усього за кар'єру   | 3     | 0    | 4     | 0     | 0             | 0             | 0     | 0    | 7       | 0       |

## Досягнення
«Лорі»
- Кубок Вірменії
  -  Фіналіст (1): 2018/19

«Мезйокйовешд»
- Кубок Угорщини
  -  Фіналіст (1): 2019/20